# بار در دستم
«بار در دستم» (انگلیسی: Burden in My Hand) ترانه‌ای از گروه راک آمریکایی ساوندگاردن است. متن این ترانه که توسط خوانندهٔ اصلی گروه، کریس کرنل نوشته شده، در ۱۶ سپتامبر ۱۹۹۶ به عنوان دومین تک‌آهنگ از پنجمین آلبوم استودیویی گروه به نام Down on the Upside ‏(۱۹۹۶) منتشر شد. این ترانه در صدر جدول ترانه‌های مین‌استریم راک بیلبورد قرار گرفت و به مدت پنج هفته رتبهٔ نخست را حفظ کرد. همچنین، این ترانه در آلبوم بهترین‌های ساوندگاردن با عنوان A-Sides که در سال ۱۹۹۷ منتشر شد، گنجانده شده است.